# Khôn dư vạn quốc toàn đồ

Khôn Dư Vạn Quốc Toàn Đồ

Khôn Dư Vạn Quốc Toàn Đồ (Hán văn phồn thể: 坤輿萬國全圖; bính âm: Kūnyú Wànguó Quántú; tiếng Ý: Carta Geografica Completa di tutti i Regni del Mondo, "Bản đồ Địa lý Đầy đủ có Tất cả mọi Vương quốc trên Thế giới") là bản đồ thế giới chữ Hán kiểu phương Tây sớm nhất được biết tới, được in ra tại Trung Quốc năm 1602, bởi nhà truyền giáo dòng Tên Matteo Ricci, viên quan Trương Văn Đảo, và dịch giả Lý Chi Tảo, theo yêu cầu của Hoàng đế Minh Thần Tông. Những người nói tiếng Anh gọi nó là "Impossible Black Tulip of cartography", vì bản này hiếm, tầm quan trọng và tính ngoại lai của nó. Bản đồ này đã có tầm quan trọng trong việc mở rộng kiến thức của thế giới ở Trung Quốc, và tại Nhật Bản sau khi nó đã được xuất khẩu đến đó.

## Miêu tả

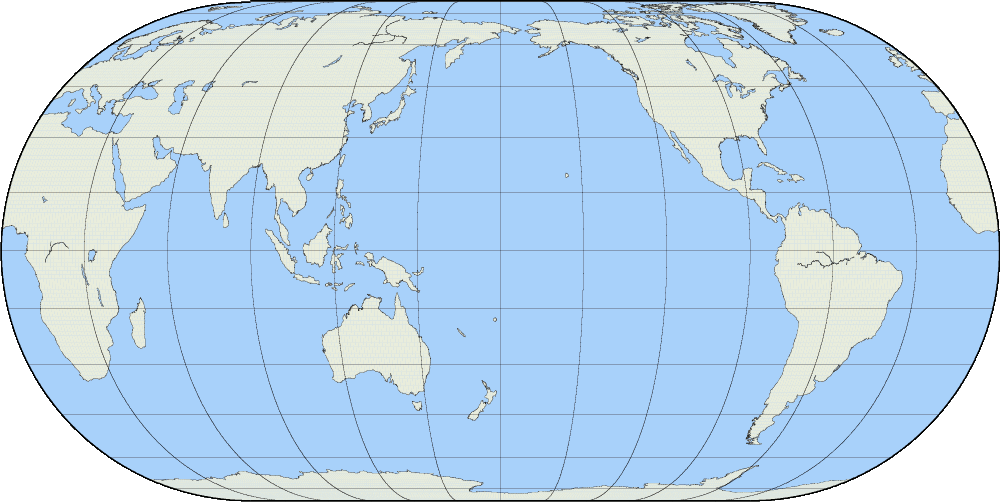
Phép chiếu vẽ bản đồ hình trụ giả Eckert IV năm 1906 có hình dạng giống bản đồ năm 1602 của Ricci.

Bản đồ năm 1602 của Ricci là bản khắc gỗ rất lớn, kéo rộng 12 foot (3,66 m) và cao 5 foot (1,52 m), được vẽ theo phép chiếu hình trụ giả (pseudocylindrical) giống bản đồ phương Tây nhưng có Đông bán cầu ở bên trái và Tây bán cầu ở bên phải. Bản đồ Eckert IV năm 1906 có hình dạng giống bản đồ chữ Hán. Trước tiên, hình phản chiếu của bản đồ được khắc vào sáu cục gỗ lớn và được ấn loát bằng mực màu nâu trên sáu panô giấy thông thảo, giống phương pháp sản xuất bình phong.
Bản đồ của Ricci là bản đồ chữ Hán đầu tiên miêu tả châu Mỹ; nó miêu tả cả Bắc và Nam Mỹ và Thái Bình Dương được vẽ với độ chính xác hợp lý. Trung Quốc được nối chính xác với châu Á, Ấn Độ và Trung Đông. Châu Âu, Địa Trung Hải và châu Phi cũng được phác họa. Diane Neimann, đồng quản lý của Bell Ford Trust, ghi chú rằng: "Có một số biến dạng, nhưng những gì trên bản đồ là kết quả của thương mại, mậu dịch và thăm dò, do đó người ta có một cảm giác tốt về những gì đã được biết đến sau đó."
Ti Bin Zhang, thư ký đầu tiên về văn hoác tại Đại sứ quán Trung Quốc ở Washington, D.C., cho biết: "Bản đồ đại diện cho các cuộc gặp gỡ đầu tiên của Đông và Tây" và là chất xúc tác "cho thương mại".

## Nội dung

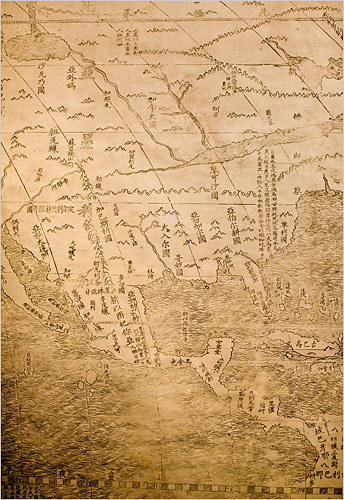
Bắc Mỹ và Trung Mỹ trên bản đồ năm 1602

Năm 1938, một tác phẩm do Pasquale d'Elia viết và Thư viện Tòa Thánh làm chủ bút được xuất bản với chú thích, lời giải thích, và bản dịch tất cả bản đồ.
Bản đồ gồm có hình ảnh và chú thích miêu tả những miền khác nhau trên thế giới. Một chú thích cho biết rằng châu Phi có nút cao nhất và sông dài nhất của thế giới. Lời miêu tả ngắn về Bắc Mỹ chỉ đến "con bò gù lưng" tức bison (駝峰牛, "đà phong ngưu"), ngựa hoang (野馬, "da mã"), và vùng có tên Gia Nã Đại (加拿大). Bản đồ gọi Florida là "Hoa Địa" (花地). Một số địa danh Trung và Nam Mỹ được ghi xuống, như là Guatemala (哇的麻剌, "Oa Đích Ma Lạt"), Yucatan (宇革堂, "Vũ Cách Đường"), và Chile (智里, "Trí Lý").
Người vẽ bản đồ, Matteo Ricci, giới thiệu về sự khám phá châu Mỹ: "Ngày xưa, không ai biết rằng những nơi như Bắc và Nam Mỹ hoặc Magellanica [tên cũ của Australia và châu Nam Cực], nhưng cách đây một trăm năm, những người châu Âu đã lái tàu thủy đến những phần bờ biển, và bằng cách đó khám phá nó."
Bản đồ chứa nhiều lời chỉ dẫn sử dụng và hình ảnh các dụng cụ được sử dụng trong việc vẽ bản đồ, cũng như lời giải thích "các hệ thống của thế giới về trái đất và vũ trụ". Matteo Ricci đã ghi lời tựa dài ở giữa bản đồ, trên Thái Bình Dương. Bản dịch của D'Elia:
"Once I thought learning was a multifold experience and I would not refuse to travel [even] ten thousand Li to be able to question wise men and visit celebrated countries. But how long is a man's life? It is certain that many years are needed to acquire a complete science, based on a vast number of observations: and that's where one becomes old without the time to make use of this science. Is this not a painful thing? And this is why I put great store by [geographical] maps and history: history for fixing [these observations], and maps for handing them on [to future generations].

Respectfully written by the European Matteo Ricci on ngày 17 tháng 8 năm 1602."
Tạm dịch:
"Trước đây tôi tưởng tìm hiểu là một điều muôn vẻ và tôi không từ chối được một cơ hội đi [ngay cả] vạn lý để đố những người có kinh nghiệm và thăm các nước nổi tiếng. Nhưng người ta sống bao lâu? Chắc chắn cần nhiều năm để giành được kiến thức đầy đủ, dựa trên số quan sát rất lớn: thế là người ta già đi mà không có thì giờ nào để lợi dụng kiến thức này. Đây là điều khó khăn phải không? Bởi vậy tôi chú trọng về bản đồ và lịch sử: lịch sử để lưu giữ [các quan sát này], và bản đồ để trao tay cho [đời sau].

Kính trọng, người Tây Matteo Ricci ngày 17 tháng 8 năm 1602."